# Uku Masing
Uku Masing (născut Hugo Albert Masing, n. 11 august 1909, Lipa⁠(d), Raikküla, Rapla maakond, Estonia – d. 25 aprilie 1985, Tartu, RSS Estonă, URSS) a fost un filosof eston, considerat un autor important în domeniul filozofiei religioase estone. Masing a scris, de asemenea, poezii, mai ales pe teme religioase. La sfârșitul anilor 1930 a scris un roman: Rapanui vabastamine ehk Kajakad jumalate kalmistul, care a fost publicat postum în 1989. În calitate de folclorist, a fost un cercetător distins al basmelor, contribuind la elaborarea lucrării internaționale de referință Enzyklopädie des Märchens.
A fost onorat cu titlul de drept între popoare de către institutul israelian Yad Vashem și de Curtea Supremă de Justiție a Israelului pentru ajutarea în timpul Holocaustului a unui evreu din Estonia să scape de capturarea sa de către germani din 1941 și până la sfârșitul războiului. Acțiunile sale l-au expus unui mare pericol în această perioadă, fiind nevoit să se întâlnească pe ascuns cu prietenul său și, de asemenea, să-i mintă pe ofițerii Gestapoului.

## Biografie
S-a născut în satul Lipa, comuna Raikküla, comitatul Rapla, la 11 august 1909, primind la naștere numele Hugo Albert Masing. Părinții lui erau Ado Masing și Anna Masing. A avut o soră mai mică pe nume Agnes Masing (căsătorită Saag), care s-a născut în 1911. Poliglot înzestrat, el a devenit capabil să vorbească patru limbi până la sfârșitul liceului și patruzeci de limbi până la sfârșitul vieții sale. A început să studieze teologia la Universitatea din Tartu în 1926. În timpul petrecut acolo și după absolvire a publicat numeroase poezii, traduceri și eseuri. Cea mai faimoasă lucrare a lui a fost Neemed vihmade lahte (1935).
Masing a fost membru al unui grup influent de poeți estoni reuniți în 1938 de către cercetătorul literar Ants Oras, care a fost puternic influențat de T.S. Eliot. Micul cerc de poeți a devenit cunoscut sub numele de Arbujad și îi avea ca membri pe Heiti Talvik, Betti Alver, Paul Viiding, Mart Raud, Bernard Kangro, August Sang și Kersti Merilaas.
În perioada sa de apogeu, Masing putea să vorbească în jur de 65 de limbi, având capacitatea de a traduce lucrări din 20 dintre ele. El a fost cunoscut în special pentru abilitatea sa de a traduce direct din limba ebraică, din limbile occidentale europene și din limbile orientale în estonă. A desfășurat o activitate atât de prolifică, încât se estimează că peste 10.000 de pagini din manuscrisele sale nu au fost încă publicate. Masing era cunoscut pentru sentimentele sale antigermane, care erau nucleul a ceea ce a fost antipatia lui Masing față de popoarele cu origini indo-europene (pe care el le numea uneori „gunoi etnic” cu referire directă la poporul indo-germanic).

## Drept între popoare

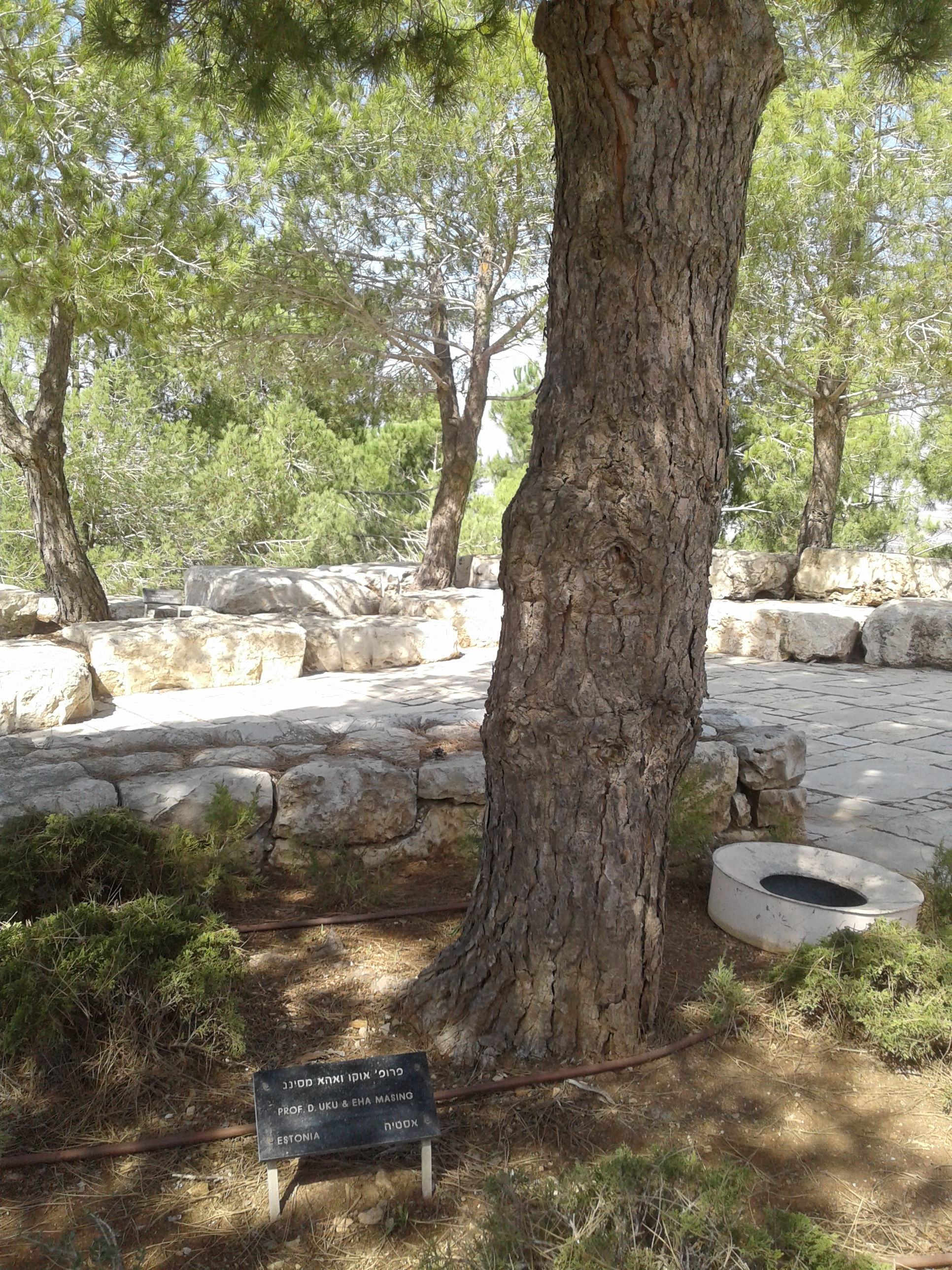
Copacul lui Uku și Eha Masing, plantat de Institutul Yad Vashem ca recunoaștere a soților Masing ca „drepți între popoare”.

Masing a predat la Universitatea din Tartu (Estonia), unde era cunoscut ca un profesor strălucit de teologie și de limbi semitice, chiar dacă oarecum excentric. După invadarea Estoniei de către germani în al Doilea Război Mondial, a renunțat la postul didactic de la universitate și și-a dedicat timpul salvării și protejării obiectelor culturale și religioase evreiești.
Masing îl cunoștea încă din perioada în care lucra ca profesor pe folcloristul, cercetătorul și teologul evreu Isidor Levin și a hotărât să-l ascundă de germani pentru a-i salva viața. Masing și soția lui, Eha, l-au ajutat pe Levin să nu fie capturat, oferindu-i mâncare, adăpost, îmbrăcăminte și chiar documente falsificate, în timp ce, ocazional, îi mințea pe ofițerii Gestapo că nu știe unde se ascunde Isidor. Pentru aceste activități, Masing și soția lui au fost onorați ca drepți între popoare. După război, Masing a luat parte, de asemenea, la investigarea crimelor de război naziste, în special în lagărul de concentrare din Klooga, unde au fost uciși mulți evrei.

## Lucrări științifice (selecție)
- 1936 "The Word of Yahweh". — Acta et commentationes Universitatis Tartuensis (Dorpatensis). B, Humaniora. XXXIX, Tartu, 1936, pp. 1–60.
- 1938 "Der Prophet Obadja. Bd. I: Einleitung in das Buch des Propheten Obadja. Teil I". — Acta et commentationes Universitatis Tartuensis (Dorpatensis). B, Humaniora, XLI, Tartu, 1938, pp. 1–176.
- 1938 "Die Proklamation des Tab'alsohnes (Zu Zach. 9)". — In piam memcriam A. von Bulmerincq, Riga, 1938, pp. 117–126.
- 1944 "Die Entstehung des Märchens vom gestohlenen Donnerinstrument (Aarne-Thompson 1148B)". — Zeitschrift für deutsches Altertum und deutsche Literatur 81, 1944, pp. 23–31.
- 1960 "Das Evangelium des Alten Testaments". — Communio viatorium 2, 1960, pp. 123–132.
- 1961 "Confessio amantis". — Communio Viatorum, 1961, pp. 139–160.
- 1963 "Panta dynata". — Communio Viatorum 4, pp. 242–262.
- 1969 "C. Scott Littleton, The New Comparative Mythology: an anthropological assessment of the theories of Georges Dumézil". — Semiotica 1, 1969, pp. 339–355.
- 1973 "De hermeneutica". — Communio Viatorum 1-2, 1973, pp. 1–29
- 1974 "Akkadisches miksu in Osteuropa". — Wirtschaft und Gesellschaft im Alten Vorderasien, J. Harmatta and G. Komoróczy (toim.); Acta Antiqua Academiae Scientarum Hungaricae 22, 1974 / 1976, pp. 521–526.
- 1976 "Some remarks on the mythology of the people of Catal Hüyük". — Acta et commentationes Universitatis Tartuensis 392: Oriental Studies 3 / Tartu Riikliku Ülikooli Toimetised 392, Töid orientalistika alalt 3, Tartu 1976, pp. 75–92.
- 1979 "Elpida echomen". — Communio Viatorum 1, 1979, pp. 1–28
- 1981 "Die “Hand” im Alten. Testament und die estnische Übersetzung". — La main et les doigts dans l´expression linguistique, Lacito-Documents Eurasie 6, Paris, SELAF, 1981, pp. 213–222.
- 1981 "Der Gegnersucher (AT 650 B). Varianten aus Kaukasien und Sibirien". — Acta et commentationes Universitatis Tartuensis 558 / Oriental Studies VI, Tartu, 1981, lk. 17-35.
- 1982 Isidor Levin, Uku Masing, Armenische Märchen. — Eugen Diedrichs Verlag, Düsseldorf, 1982, 283 pp.
- 1982 "Ocellot, Mal Ocellot". — Folklorica: Festschrift for Felix J. Oinas. Indiana University, Uralic and Altaic Series 141. Bloomington, Indiana: Research Institute for Inner Asian Studies, 1982, pp. 173–184.
- 1984 "Esten". — Enzyklopädie des Märchens. Handwörterbuch zur historischen und vergleichenden Erzählforschung 4. Berlin -New York: Walter de Gruyter, 1984, pp. 479–491.

## Lucrări despre Uku Masing
- Vincent B. Leitch, "Religious Vision in Modern Poetry: Uku Masing Compared with Hopkins and Eliot". - Journal of Baltic Studies 5, 1974, pp. 281–294.
- Ivar Ivask, "Uku Masing: A poet between east and west". - Journal of Baltic Studies 8, 1977, pp. 16–21.
- Aira Võsa, "Spiegelt Sprache die Seele? Einige Aspekte in der religiösen Identität der Estinnen und Esten in den Augen von Uku Masing". – Journal of the European Society of Women in Theological Research 14, 2006, pp. 109–120.
- Peeter Espak, "Sumerian inim, Hebrew דבר יהוה and Polynesian mana in the Early Theories of Uku Masing" Arhivat în 17 iulie 2012, la Wayback Machine.. - Forschungen zur Anthropologie und Religionsgeschichte 43, 2012, pp. 71–85.
- Urmas Nõmmik, "Uku Masing und das Alte Testament" Arhivat în 17 iulie 2012, la Wayback Machine.. - Forschungen zur Anthropologie und Religionsgeschichte 43, 2012, pp. 187–198.

## Legături externe
- Uku Masing – his activity to save Jews' lives during the Holocaust, at Yad Vashem website
- „Uku Masing – Writer, theologian, philologist”. Estonian Ministry of Foreign Affairs. Arhivat din original la 8 ianuarie 2009.
- „Uku Masing as the pioneer of Ethnofuturism”. Kari Sallamaa.
- Uku Masing compared with Hopkins and Eliot by Vincent B. Leich